# Składy drużyn olimpijskich w piłce siatkowej kobiet 2004
Artykuł grupuje składy wszystkich reprezentacji narodowych w piłce siatkowej, które wystąpiły w turnieju siatkówki kobiet na letnich igrzyskach olimpijskich w 2004 roku w Atenach.

## Składy drużyn
| Numer | Imię i nazwisko  |
| ----- | ---------------- |
| 1     | Tomoko Yoshihara |
| 2     | Chie Tsuji       |
| 3     | Ikumi Narita     |
| 4     | Miki Sasaki      |
| 5     | Kanako Ōmura     |
| 7     | Yoshie Takeshita |
| 9     | Miyuki Takahashi |
| 12    | Sachiko Sugiyama |
| 13    | Ai Yamamoto      |
| 14    | Kana Ōyama       |
| 16    | Megumi Kurihara  |
| 18    | Saori Kimura     |

| Numer | Imię i nazwisko |
| ----- | --------------- |
| 1     | Lee Jumg-ok     |
| 3     | Kang Hye-mi     |
| 4     | Ku Min-jeong    |
| 5     | Kim Sa-ni       |
| 6     | Choi Gwang-hui  |
| 8     | Nam Ji-yeon     |
| 9     | Chang So-yeon   |
| 11    | Kim Mi-jin      |
| 12    | Pak Seon-mi     |
| 13    | Jeong Dae-yeong |
| 14    | Hang Song-i     |
| 15    | Kim Se-yeong    |

| Numer | Imię i nazwisko   |
| ----- | ----------------- |
| 1     | Annerys Vargas    |
| 3     | Yudelkys Bautista |
| 5     | Evelyn Carrera    |
| 6     | Alexandra Caso    |
| 7     | Sofia Mercedes    |
| 8     | Juana Gonzalez    |
| 10    | Milagros Cabral   |
| 11    | Juana Savinon     |
| 12    | Francia Jackson   |
| 14    | Prisilla Rivera   |
| 15    | Cosiris Rodríguez |
| 16    | Kenia Moreta      |

| Numer | Imię i nazwisko    |
| ----- | ------------------ |
| 1     | Yumilka Ruiz       |
| 3     | Nancy Carillo      |
| 5     | Maybelis Martínez  |
| 6     | Daimi Ramirez      |
| 8     | Yaima Ortiz        |
| 10    | Ana Ivis Fernandez |
| 11    | Liana Mesa         |
| 12    | Rosir Calderon     |
| 13    | Aniara Muñoz       |
| 16    | Dulce Tellez       |
| 17    | Marta Sanchez      |
| 18    | Zoila Barros       |

| Numer | Imię i nazwisko |
| ----- | --------------- |
| 2     | Feng Kun        |
| 3     | Yang Hao        |
| 4     | Liu Yanan       |
| 6     | Li Shan         |
| 7     | Zhou Suhong     |
| 8     | Zhao Ruirui     |
| 9     | Zhang Yuehong   |
| 10    | Chen Ying       |
| 12    | Song Nina       |
| 15    | Wang Lina       |
| 16    | Zhang Na        |
| 18    | Zhang Ping      |

| Numer | Imię i nazwisko             |
| ----- | --------------------------- |
| 2     | Irina Tiebienikina          |
| 4     | Jelena Batuktina-Tiurina    |
| 5     | Lubow Sokołowa-Szaszkowa    |
| 7     | Natalia Safronowa           |
| 8     | Jewgienija Artamonowa-Estes |
| 9     | Jelizawieta Tiszczenko      |
| 10    | Olga Czukanowa              |
| 11    | Jekatierina Gamowa          |
| 12    | Marina Szeszenina           |
| 13    | Aleksandra Korukowiec       |
| 14    | Jelena Płotnikowa           |
| 15    | Olga Nikołajewa             |

| Numer | Imię i nazwisko       |
| ----- | --------------------- |
| 2     | Simona Rinieri Dennis |
| 3     | Elisa Togut           |
| 4     | Manuela Leggeri       |
| 8     | Jenny Barazza         |
| 9     | Nadia Centoni         |
| 10    | Paola Paggi           |
| 12    | Francesca Piccinini   |
| 13    | Manuela Secolo        |
| 14    | Eleonora Lo Bianco    |
| 15    | Antonella del Core    |
| 16    | Francesca Ferretti    |
| 17    | Paola Cardullo        |

| Numer | Imię i nazwisko     |
| ----- | ------------------- |
| 3     | Tanja Hart          |
| 4     | Kerstin Tzscherlich |
| 6     | Julia Schlecht      |
| 8     | Cornelia Dumler     |
| 9     | Christina Benecke   |
| 11    | Christiane Furst    |
| 12    | Olessya Kulakowa    |
| 13    | Atika Bougaa        |
| 14    | Kathy Radzuweit     |
| 15    | Angelina Grün       |
| 16    | Judith Sylvester    |
| 17    | Brigit Thumm        |

| Numer | Imię i nazwisko           |
| ----- | ------------------------- |
| 1     | Philister Jebet           |
| 4     | Abigael Tarus             |
| 5     | Nancy Nyongesa            |
| 6     | Catherine Wanjiru         |
| 7     | Janet Wanja               |
| 9     | Dorcas Nakhomicha Ndasaba |
| 11    | Roselidah Obunaga         |
| 13    | Leonidas Kamende          |
| 14    | Violet Barasa             |
| 15    | Gladys Nasikanda          |
| 17    | Mercy Wesutila            |
| 18    | Judith Serenge            |

| Numer | Imię i nazwisko       |
| ----- | --------------------- |
| 1     | Walewska Oliveira     |
| 2     | Elisângela Oliveira   |
| 3     | Erika Coimbra         |
| 5     | Marianne Steinbrecher |
| 7     | Helia Souza           |
| 8     | Valeska Menezes       |
| 9     | Welissa Gonzaga       |
| 10    | Virna Dias            |
| 11    | Ana Chagas            |
| 14    | Fernanda Venturini    |
| 15    | Arlene Xavier         |
| 16    | Fabiana Claudino      |

| Numer | Imię i nazwisko       |
| ----- | --------------------- |
| 1     | Prikeba Phipps        |
| 2     | Danielle Scott-Arruda |
| 3     | Tayyiba Haneef        |
| 4     | Lindsey Berg          |
| 5     | Stacy Sykora          |
| 6     | Elisabeth Bachman     |
| 7     | Heather Bown          |
| 9     | Ogonna Nnamani        |
| 11    | Robyn Ah Mow-Santos   |
| 12    | Nancy Metcalf         |
| 13    | Tara Cross-Battle     |
| 15    | Logan Tom             |

| Numer | Imię i nazwisko                  |
| ----- | -------------------------------- |
| 1     | Zana Proniadou                   |
| 2     | Maria Garangouni                 |
| 4     | Niki Garangouni                  |
| 6     | Eleni Memetzi                    |
| 8     | Kharikleia Sakkoula              |
| 9     | Eleftheria Khatzinikou           |
| 10    | Ioanna Vlakhou                   |
| 11    | Vasiliki Papazoglou              |
| 14    | Sofia Iordanidou                 |
| 15    | Georgia Tzanakaki                |
| 16    | Eleni Kiosi                      |
| 18    | Ruxantra-Kontroutsa Doumitreskou |